# Sarcochilus hillii
Sarcochilus hillii är en orkidéart som först beskrevs av Ferdinand von Mueller, och fick sitt nu gällande namn av Ferdinand von Mueller. Sarcochilus hillii ingår i släktet Sarcochilus och familjen orkidéer.

## Underarter
Arten delas in i följande underarter:
- S. h. hillii
- S. h. thycolus